# Omegle
Omegle was een gratis chatwebsite waar gebruikers anoniem en zonder te registreren met onbekenden konden communiceren. Twee gebruikers werden willekeurig tegenover elkaar geplaatst in een privégesprek, met alleen de labels "You" en "Stranger". De slogan luidde "Talk to strangers!".
De website werd op 25 maart 2008 gelanceerd en was een creatie van de toen 18-jarige Leif K-Brooks uit de VS. Na één maand had de website zo'n 150.000 bekeken pagina's per dag.
In maart 2009 werd er een videochatfunctie (voor webcams) toegevoegd, gelijkaardig aan Chatroulette. Door de anonimiteit van Omegle had de website de reputatie nogal wat seksueel getinte inhoud te bevatten. Daarom bestond er sinds januari 2013 een gemodereerde versie van de videochat. Er bestond vooralsnog wel nog steeds een ongemodereerde sectie en de niet-videochat bleef geheel ongecontroleerd.
Omegle is gestopt op 8 november 2023.